# 阿布耶梅達山
10°31′00″N 39°46′00″E / 10.51667°N 39.76667°E
阿布耶梅達山是埃塞俄比亞的山峰，位於該國北部阿姆哈拉州，處於北施瓦地區，海拔高度4,012米，受副熱帶濕潤氣候影響。